# Ülvi Qənizadə
Ülvi Qənizadə (ur. 1 stycznia 1999) – azerski zapaśnik walczący w stylu klasycznym. Mistrz świata w 2024 i drugi w 2022 roku. 
Złoty medalista mistrzostw Europy w 2023; srebrny w 2024; brązowy w 2020, 2022 i 2025. Wicemistrz igrzysk solidarności islamskiej w 2021. Mistrz świata wojskowych w 2023 i drugi w 2018. Drugi w Pucharze Świata w 2022, a także dwunasty w zawodach indywidualnych w 2020. 
Trzeci na MŚ U-23 w 2021. Wicemistrz świata juniorów w 2019. Mistrz Europy juniorów w 2018. Wicemistrz świata kadetów w 2016 i trzeci w 2015 roku.